# Chris Davis (giocatore di baseball)
Christopher Lyn Davis (Longview, 17 marzo 1986) è un ex giocatore di baseball statunitense.

## Carriera

### Inizi e Minor League (MiLB)
Nato a Longview in Texas, Davis frequentò la Longview High School della sua città natale. Da lì venne selezionato per la prima volta nel 50º turno del draft MLB 2004, dai New York Yankees. Scelse di non firmare e si iscrisse al Navarro College di Corsicana. Venne nuovamente selezionato nel draft 2005 dai Los Angeles Angels of Anaheim, ma anche questa volta non accettò l'offerta, continuando la carriera nel baseball universitario. Entrò nel professionismo quando venne selezionato nel quinto turno del draft 2006 dai Texas Rangers, che lo assegnarono nello stesso anno nella classe A-breve. Iniziò la stagione 2007 nella classe A-avanzata e venne promosso il 31 luglio nella Doppia-A. Nel 2008 iniziò la stagione nella Doppia-A, ottenendo la promozione nella Tripla-A il 25 maggio.

### Major League (MLB)
Debuttò nella MLB il 26 giugno 2008, al Minute Maid Park di Houston, contro gli Houston Astros. Schierato nella parte alta del nono inning come sostituto battitore, colpì la sua prima valida, entrando a punto subito dopo su triplo di Marlon Byrd. Chiuse la stagione con 80 partite disputate nella MLB e 77 nella minor league, di queste 46 nella Doppia-A e 31 nella Tripla-A.
Arrivò alla finale delle World Series nel 2010 dove però la sua squadra uscì sconfitta.
Il 30 giugno 2011, i Rangers scambiarono Davis, assieme a Tommy Hunter, con i Baltimore Orioles per Koji Uehara.
Negli Orioles chiuse la stagione 2012 mettendo a segno 33 fuoricampo e 85 punti battuti a casa (RBI).
Nel 2013 fu convocato per la prima volta all'All-Star Game, nel team dell'American League. Durante lo stesso anno, Davis si impose come miglior fuoricampista stagionale di tutta la lega, battendone 53 (record storico per la franchigia).
Il 21 gennaio 2016, Davis firmò un contratto di 7 anni per restare negli Orioles per un ingaggio pari a 161 milioni di dollari di ingaggio, il più ricco contratto offerto nella storia dei Baltimore Orioles.
Durante la seconda partita della stagione 2017, Davis compì il suo 200º home run di carriera con la maglia degli Orioles, diventando l'ottavo giocatore nella storia della franchigia a raggiungere questo traguardo. Il 16 maggio in partita contro i Detroit Tigers, Davis batté due home run il primo nel 12° inning e il secondo, che fu anche decisivo per la vittoria, nel 13° inning. Con questo risultato raggiunse il record in MLB di home run effettuati entro o oltre il 12° inning, a pari merito con Matt Adams dei Cardinals.
Allo stesso tempo, però, Davis iniziò ad avere problemi di produttività offensiva. Nel 2018, per esempio, chiuse l'annata con una media battuta di .168, statistica che rappresentò la peggior media battuta stagionale per un battitore titolare nella storia della MLB. L'8 aprile 2019 stabilì un altro record negativo, quello per la più lunga striscia di turni in battuta senza valide, superando Eugenio Velez che tra il 2010 e il 2011 era rimasto a secco per 46 turni consecutivi. La serie aperta di Davis si interruppe solo il successivo 13 aprile, quando batté un singolo contro i Boston Red Sox, fissando definitivamente il suo record negativo a 54 turni consecutivi senza valide.
Il 12 agosto 2021 annuncia il proprio ritiro, dovuto principalmente alla lunga riabilitazione successiva a un intervento all'anca.

## Palmarès
- MLB All-Star: 1

2013
- Silver Slugger Award: 1

2013
- Capoclassifica dell'American League in fuoricampo: 2

2013, 2015
- Capoclassifica dell'AL in punti battuti a casa: 1

2013
- Giocatore del mese: 1

AL: aprile 2013
- Esordiente del mese: 1

AL: luglio 2008
- Giocatore del settimana: 4

AL: 30 settembre 2012, 7 aprile e 2 giugno 2013, 12 giugno 2016